# Regimini Ecclesiae universae
La Regimini Ecclesiae universae es una constitución apostólica promulgada por el papa Pablo VI el 15 de agosto de 1967 para reformar la Curia Romana, según las prerrogativas del Concilio Vaticano II. El nombre del documento proviene de las tres primeras palabras del mismo en latín, que en castellano quiere decir «el gobierno de la Iglesia universal».

## Marco histórico
El Concilio Vaticano II pedía una profunda renovación de los organismos centrales de la Santa Sede. La reorganización de los mismos se fue desarrollando en los veinte años sucesivos al concilio. La reforma de la Curia Romana fue una de las preocupaciones desde que, en 1963, Pablo VI subió al solio pontificio, de hecho el 21 de septiembre del mismo año se dirigió a la Curia diciéndoles que era necesario adaptarse a los tiempos nuevos. En ese contexto Pablo VI promulga la constitución apostólica Regimini Ecclesiae universae el 15 de agosto de 1967.

## Contenido
El documento fue redactado con la intención de dar un mayor criterio pastoral a las actividades de los dicasterios de la Curia Romana; practicar la colegialidad episcopal en el gobierno de la Iglesia; internacionalizar la Curia, incluyendo obispos residenciales, lo que constituye una de las características más sobresalientes de esta reforma; y actuar una innovación estructural importante con la institución de nuevos organismos para el diálogo de la Iglesia católica con el mundo.
La constitución suprime algunos dicasterios considerados innecesarios en la época, define y delimita mayormente las competencias de cada uno de los organismos, renombra otros y establece el modo de coordinación de las actividades de cada uno de ellos.

## Consecuencias
Siete años después de la promulgación de la Regiminis Ecclesiae universae el papa Pablo VI nombró una comisión de cardenales para revisar el documento. Al parecer se mostraba insatifecho porque no todos los objetivos de la reforma se mostraron satisfactorios o difíciles de poner en práctica tales como la internacionalización de la Curia, la participación de los obispos diocesanos y las relaciones entre Curia y Conferencias episcopales. Al morir el papa, su sucesor Juan Pablo II, retomaría los trabajos de revisión. Al final del cometido, el nuevo pontífice promulgó la Constitución apostólica Pastor Bonus.